# Carles Riera Albert
Carles Riera Albert (Barcelona, 1 de abril de 1960) es un sociólogo, psicoterapeuta Gestalt, activista y político español. Fue elegido diputado por Barcelona por la CUP-Crida Constituent en las elecciones al Parlamento de Cataluña de 2017. Desde febrero de 2022, cuando revalidó su escaño de diputado, ocupa la secretaría tercera del Parlamento de Cataluña.

## Biografía
Durante los años 80 fue miembro y portavoz de la Llamada a la Solidaridad en Defensa de la Lengua, la Cultura y la Nación Catalanas, director de la Fundación Pere Mitjans desde 1984 hasta 1988 y cofundador y director de la Fundación Randa - Lluís Maria Xirinacs. En los años 90 fue miembro del secretariado de la Asamblea de Unidad Popular. Desde 1993 hasta 2015 fue fundador y presidente de la Fundación Desarrollo Comunitario y sociólogo colaborador de esta organización hasta el año 2016. Miembro del Consejo Internacional del Foro Social Mundial de 2002 a 2012. También fue presidente, desde de 2010 hasta 2015, del Centro Internacional Escarré para las Minorías Étnicas y Nacionales. Actualmente es terapeuta del Espacio de Gestalt desde 2010, sociólogo de la cooperativa La Fábrica desde 2013 y miembro de la organización independentista Endavant.
En las elecciones al Parlamento de Cataluña de 2015, fue candidato de la Candidatura de Unidad Popular - Llamamiento Constituyente en la circunscripción de Barcelona después de ser escogido en undécimo lugar. Fue elegido diputado por la CUP-Crida Constituent en las elecciones al Parlamento de Cataluña de 2017, donde se presentó como cabeza de lista de la circunscripción por Barcelona.
En verano de 2017, antes de que fuera elegido candidato por la CUP, participó en la redacción del libro Referéndum 2017: la clave que abre la cerradura escribiendo el capítulo Por una geopolítica de los Països Catalans.
Riera concurrió a las elecciones al Parlamento de Cataluña de 2021 como número dos de la CUP en la circunscripción de Barcelona después del acuerdo con Guanyem Catalunya, donde volvió a ser electo diputado.

## Vida privada
Es viudo y padre de tres hijos -dos chicas y un chico-. Sus gustos musicales van del jazz al flamenco.